# Cremnocephalus albolineatus
Cremnocephalus albolineatus – gatunek pluskwiaka z podrzędu różnoskrzydłych, rodziny tasznikowatych (Miridae) i podrodziny Phylinae. Jeden z dwóch występujących w Polsce gatunków rodzaju Cremnocephalus.

## Budowa ciała
Owad ma ciało podłużne, długości od 5,6 do 6,9 mm. Ubarwione jest ciemnobrązowo. Przedplecze i tarczka również brązowe. Odnóża barwy brązowej lub kasztanowej. Półpokrywy ma ciemne z trójkątnym wzorem. Drugi człon czułków przyciemniony i grubszy niż pozostałe.

## Tryb życia
Pluskwiak ten żyje na świerkach, jodłach i sosnach, gdzie poluje na drobne owady, w tym mszyce. Zimuje w postaci jaja. Posiada jedno pokolenie rocznie.

## Występowanie
Owad ten występuje w kilkunastu krajach Europy. W Polsce znany ze stosunkowo niewielu miejsc, głównie na północy.